# Jasper Smit
Jasper Smit (* 17. November 1980 in Edam-Volendam) ist ein ehemaliger niederländischer Tennisspieler.

## Karriere
Jasper Smit begann im Alter von 7 Jahren Tennis zu spielen.

### Einzel
Seit 2001 spielte er professionell Tennis. Hier spielte er bis 2004 fast ausschließlich auf der drittklassigen ITF Future Tour. Im Einzel gewann er in diesem Jahr auch seinen einzigen Future-Titel und erreichte mit dem 413. Rang in der Weltrangliste sein bestes Karriereresultat. In den Folgejahren verlor er kontinuierlich Plätze, bis er 2007 nicht mehr in den Top 1000 geführt wurde. 2006 nahm er an seiner einzigen Qualifikation für ein Grand-Slam-Turnier in Wimbledon teil. Außerdem spielte er in diesem Jahr das einzige Mal im Hauptfeld eines ATP-World-Tour-Events in Mumbai. Dort verlor er gegen Gōichi Motomura in drei Sätzen. Ab 2008 spielte er keine Turniere mehr auf Profi-Niveau und beendete seine Karriere, kehrte aber 2010 für ein Challenger-Turnier in Scheveningen zurück. Dort überraschte er, nicht einmal in der Rangliste geführt, indem er erst drei Spiele in der Qualifikation gewann und dann das Viertelfinale erreichte, wo er Steve Darcis in drei Sätzen unterlag. Im Achtelfinale besiegte er den 62. der Weltrangliste Pablo Cuevas, der die Setzliste des Turniers anführte.

### Doppel
Im Doppel war Smit erfolgreicher. Er gewann neben 14 Futures auch drei Challengers. Ab 2005 beendete er drei Saisons am Stück innerhalb der Top 200. 2005 stand er in drei Challengersfinals. 2006 gewann er zwei von vier erreichten Finals. Anfang 2008 erreichte er mit Platz 121 seine höchste Weltranglistennotierung. Im Zeitraum von 2005 bis zu seinem Karriereende 2008 spielte er hauptsächlich mit Martijn van Haasteren, mit dem er die Challengerstitel und alle seine acht Auftritte, inklusive zweier Viertelfinals, auf der ATP World Tour bestritt.

### Nach der Karriere auf der ATP-Tour
In einer niederländischen Ausscheidung um eine Wildcard im Doppel für das Turnier in Rotterdam setzte er sich in einem Feld mit 128 Spielern durch und kehrte somit nach 10 Jahren auf die World Tour zurück. Mit Jesse Timmermans unterlag er seinen Landsmännern Robin Haase und Matwé Middelkoop in zwei Sätzen.
Auch nach seiner Profikarriere spielte Smit in der niederländischen Tennisliga sowie der deutschen 1. und 2. Bundesliga Tennis für den Gladbacher HTC, mit dem er 2013 aufstieg. Außerdem wurde er fünfmal niederländischer Meister, zuletzt 2011.

## Erfolge
| Legende (Anzahl der Siege)  |
| Grand Slam                  |
| ATP World Tour Finals       |
| ATP World Tour Masters 1000 |
| ATP World Tour 500          |
| ATP World Tour 250          |
| ATP Challenger Tour (3)     |

### Doppel

#### Turniersiege
| Nr. | Datum              | Turnier  | Belag         | Partner               | Finalgegner                      | Ergebnis         |
| --- | ------------------ | -------- | ------------- | --------------------- | -------------------------------- | ---------------- |
| 1.  | 8. Juli 2006       | Dublin   | Teppich (i)   | Martijn van Haasteren | Colin Fleming Jamie Murray       | 6:3, 2:6, [10:8] |
| 2.  | 19. November 2006  | Helsinki | Hartplatz (i) | Martijn van Haasteren | Ernests Gulbis Deniss Pavlovs    | 7:66, 6:2        |
| 3.  | 30. September 2007 | Grenoble | Hartplatz (i) | Martijn van Haasteren | Frederik Nielsen Martin Pedersen | 6:3, 6:1         |